# Hypothenar

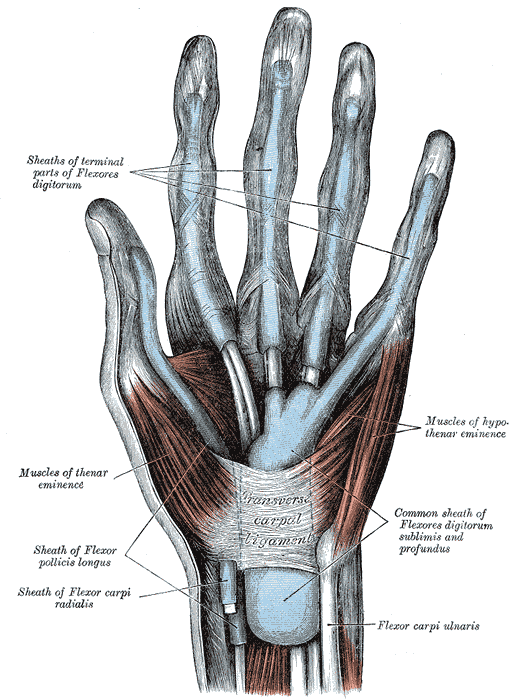
Handfläche des Menschen
Die Muskeln des Hypothenars sind rechts (ulnar) zu sehen.

Der Hypothenar ist ein Muskelwulst im Bereich der Handflächenseite der Mittelhand an der Kleinfinger- bzw. Ellenseite (ulnar). Er dient als Schutzpolster für die dort verlaufenden Nerven (Nervus ulnaris) und Gefäße. Die muskulöse Grundlage des Hypothenars sind der Musculus abductor digiti minimi, der Musculus flexor digiti minimi brevis und der Musculus opponens digiti minimi. Innerviert werden die Muskeln des Hypothenars, wie auch dessen sensiblen Anteile, durch den tiefen Ast (Ramus profundus) des Nervus ulnaris.
An der Daumenseite liegt dem Hypothenar der Thenar gegenüber, mit dem er zusammen ein Polster beim Ergreifen von Gegenständen bildet.
Siehe auch: Hypothenar-Hammer-Syndrom